# Cabeço da Rocha
O Cabeço da Rocha é uma elevação portuguesa localizada no concelho da Madalena, ilha do Pico, arquipélago dos Açores.
Este acidente geológico que se encontra na Latitude de 38°27′00″N e na Longitude de  28°16′00″W, tem o seu ponto mais elevado a 834 metros de altitude acima do nível do mar. Esta formação encontra-se nas proximidades da Lagoa do Caiado, da Lagoa do Landroal e das elevações da Pontinha, Passagem e Cabeço da Cruz.